# Lentebeken

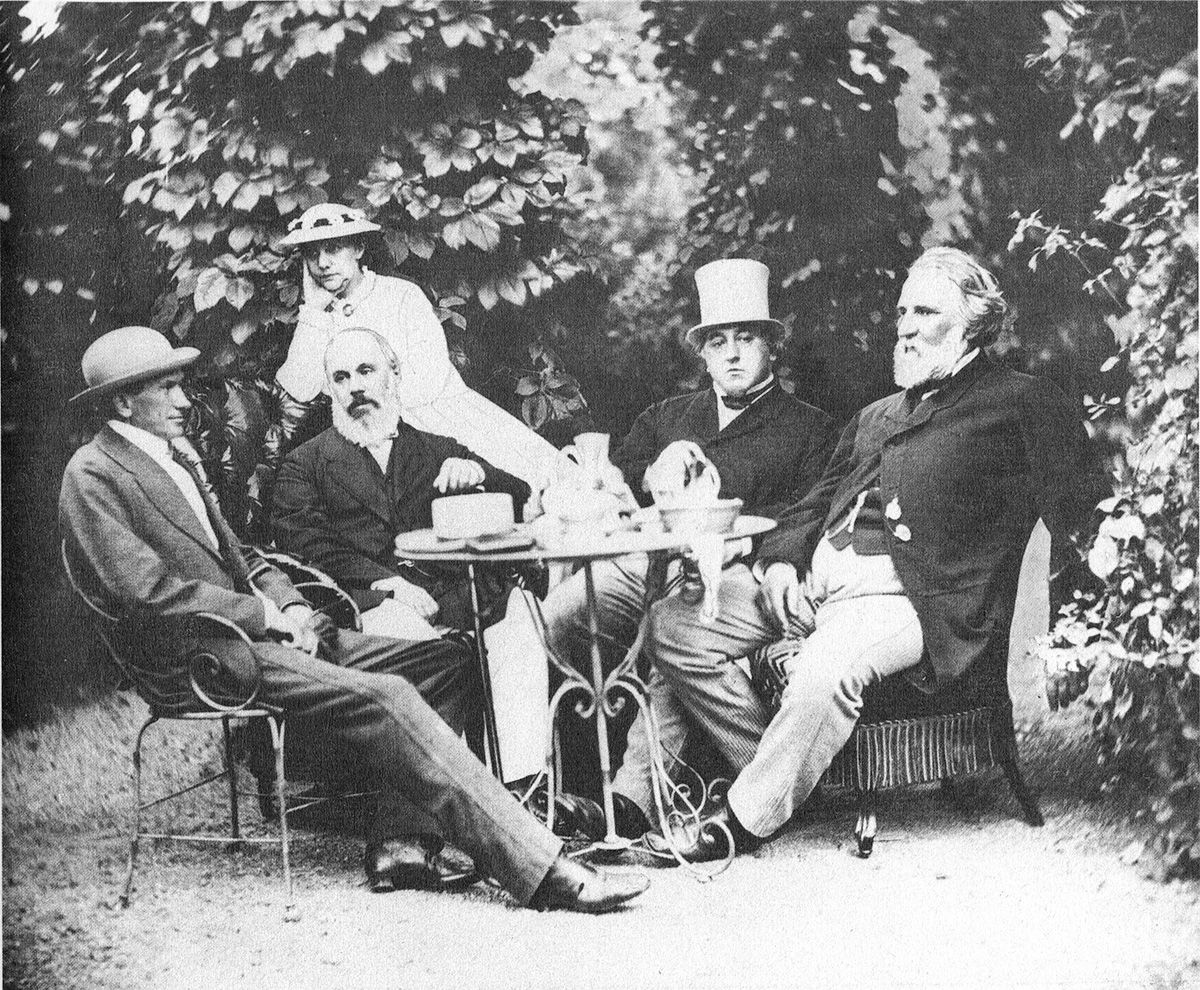
Toergenjev (rechts) met vrienden in Baden-Baden, rond de tijd toen hij Lentebeken schreef

Lentebeken (Russisch: Вешние воды, Vesjnie vodi) is een romantische novelle van de Russische schrijver Ivan Toergenjev, geschreven in Baden-Baden in 1870-1871, voor het eerst gepubliceerd in januari 1872. Van de novelle verschenen meerdere Nederlandse vertalingen. In de uitgave van Van Oorschots Russische Bibliotheek beslaat het verhaal 144 pagina’s en werd de vertaling verzorgd door Carl en Rebecca Eberling. In 2007 werd de novelle opnieuw vertaald door Pim van der Meiden. Een nieuwe vertaling van Froukje Slofstra verscheen in 2024 in de nieuwe uitgave en vertaling van Toergenjevs verhalen in de Russische Bibliotheek.

## Inhoud
Lentebeken heeft de vorm van een raamvertelling. De 52-jarige Russische landeigenaar Dmitri Sanin haalt herinneringen op aan een oude liefdesgeschiedenis, dertig jaar eerder:
Sanin arriveert in Frankfurt, op doorreis naar Rusland. In een bakkerij helpt hij de Italiaanse eigenaren wanneer het jonge zoontje een toeval heeft gekregen en sluit vriendschap met hen. Hij raakt erg onder de indruk van de buitengewoon mooie dochter des huizes Gemma. Gemma is verloofd met de strakke Duitse Klüber. Als Klüber Gemma en een aantal van haar familieleden uitnodigt voor een ‘tripje naar buiten' wordt Gemma in een restaurant beledigd door een officier. Klüber trekt zich terug, maar Sanin gaat verhaal halen. Uiteindelijk leidt dit tot een duel tussen Sanin en de officier, waarbij beiden uiteindelijk bewust misschieten.
Het incident brengt Gemma in verwarring en ze breekt haar verloving af, tot wanhoop van haar moeder, die in Klüber een goede partij zag voor haar dochter. Sanin realiseert zich nu ook dat hij verliefd is op Gemma. Uiteindelijk weet hij haar moeder te overtuigen en de twee verloven zich, in ‘het stralende gelaat van het geluk’, zo voelen zij beiden.
Sanin wil nu zijn landgoed in Rusland verkopen om een nieuw leven op te bouwen met Gemma. Hij loopt een wat sullige vriend van vroeger tegen het lijf, Hippolyte Polozov, die een rijke vrouw heeft getrouwd en met haar in Wiesbaden woont. Volgens Polozov zou zijn vrouw wel interesse in het landgoed hebben. Sanin reist vervolgens naar Wiesbaden af om de koop met haar te regelen. Verbaasd constateert hij na aankomst dat Polozovs vrouw Maria uitermate mooi is. De heerszuchtige Maria speelt echter een spelletje met hem en probeert hem te verleiden, naar later zal blijken vanwege een weddenschap met Polozov. Ze houdt Sanin aan het lijntje, wandelt met hem door het park, gaat met hem naar het theater, enzovoort. Lang biedt hij weerstand tegen haar avances, maar tijdens een paardrijritje bezwijkt hij echter. Hij kan het sterke en overheersende karakter van Maria niet weerstaan.
Uiteindelijk bekent Sanin per brief zijn misstap aan Gemma en verbreekt gebroken en beschaamd zijn verloving. Samen met andere aanbidders van Maria reist hij haar achterna naar Parijs maar blijkt daar snel overbodig en keert definitief terug naar Rusland.
Als hij dertig jaar later een kruisje vindt dat hij van Gemma heeft gekregen komt de pijnlijke geschiedenis weer helemaal naar boven. Hij gaat naar Frankfurt, op zoek naar Gemma's adres, komt erachter dat ze getrouwd is en dat ze in New York woont. Hij schrijft haar een brief en betuigt nogmaals zijn spijt. Na een paar weken krijgt hij antwoord. Gemma schrijft zonder wrok dat zij blij is dat hij nog aan haar denkt en dat hij zich geen verwijten moet maken: hij heeft haar behoed voor een huwelijk met Klüber en dat ziet ze nog steeds als haar grote geluk. Bij de brief heeft ze een foto van haar 18-jarige dochter gevoegd, die sprekend op de Gemma lijkt uit de periode dat Sanin haar kende. Het verhaal eindigt met de mededeling dat Sanin plannen maakt om naar New York af te reizen.

## Interpretatie
Hoewel de vorm van de raamvertelling een realistische toon moet zetten, is de schrijfwijze van Toergenjev impressionistisch en sterk lyrisch. Toergenjew toont zich in Lentebeken opnieuw dé schrijver die de grootsheid en almacht van de liefde bezingt. Daarbij doorgrondt hij de vaak tegenstrijdige, irrationele gevoelens die gepaard gaan met hevige verliefdheid met een diep psychologisch inzicht en een grote eerlijkheid. Lentebeken wordt wat dat betreft gezien als exemplarisch voor de uitdrukking van zijn meest intieme gedachten en gevoelens.
De novelle heeft dan ook duidelijk autobiografische elementen, Toergenjev verbleef op 22-jarige leeftijd enige tijd in Frankfurt, hoewel het onduidelijk blijft in hoeverre het plot al dan niet als fictief gezien moet worden. In elk geval kan het thema van de onvervulde liefde gezien worden in analogie met Toergenjevs levensloop: vaak verliefd, lang in de ban van de gehuwde (en onbereikbare) Pauline Viardot, maar uiteindelijk nooit getrouwd, nooit de ware liefde gevonden. Toergenjev schreef het boek op 52-jarige leeftijd, dezelfde leeftijd die Sanin had toen hij zijn herinneringen ophaalde.
Toergenjev schreef overigens meer novellen met dezelfde thematiek en vanuit eenzelfde benadering. Twee goede voorbeelden zijn Eerste liefde en Asja, die later samen met Lentebeken vaak in een gezamenlijke uitgave werden gebundeld.

## Citaat
Hoe was het kruisje dat Gemma aan Sanin had gegeven, bewaard gebleven? Waarom had hij het niet teruggezonden, hoe was het gekomen dat hij het nooit eerder had gevonden? Lang, lang zat hij in gedachten verzonken en, hoeveel ervaring hij ook in al die jaren had opgedaan, hij kon nog altijd niet doorgronden hoe hij Gemma had kunnen verlaten, terwijl hij zo teder en hartstochtelijk van haar hield, en dat voor een vrouw, van wie hij helemaal niet hield...

## Film
- Lentebeken werd in 1989 door Jerzy Skolimowski verfilmd onder de titel Torrents of Spring, met in de hoofdrollen Timothy Hutton als Sanin, Nastassja Kinski als Gemma en Valeria Golino als Maria.